# Poldermuseum Heerhugowaard

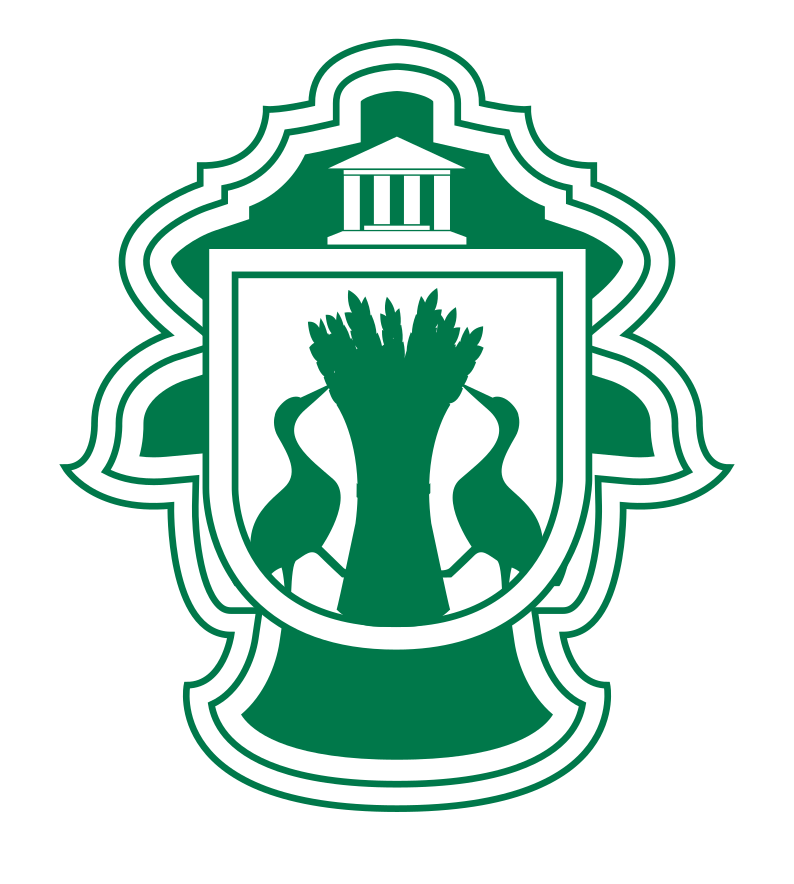
Officiële logo Poldermuseum Heerhugowaard sinds oktober 2016

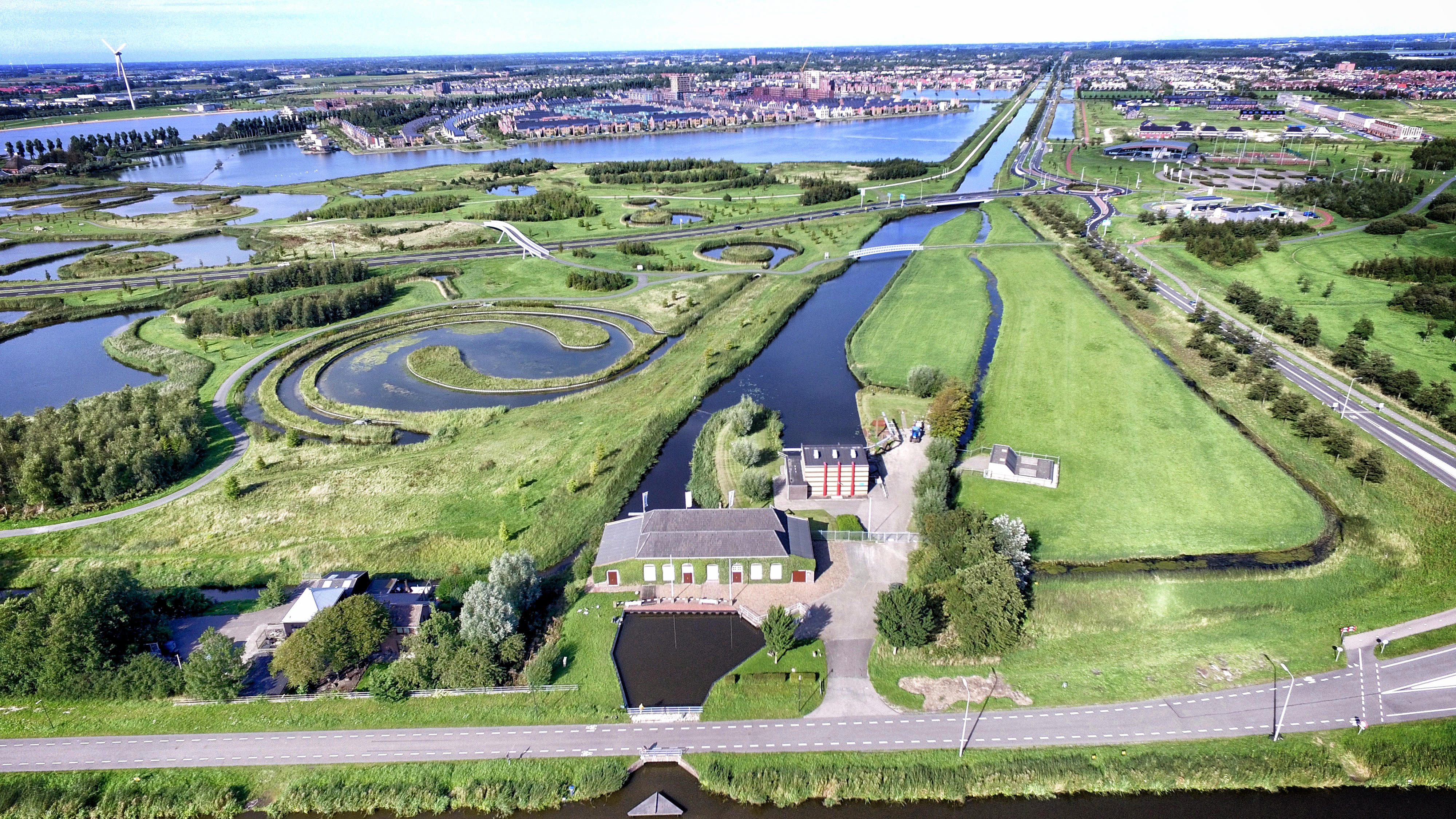
Het Poldermuseum vanuit de lucht gezien in de opnieuw waterrijke omgeving. Rechtsachter het gebouw is het huidige elektrische gemaal te zien, dat in zijn eentje nu verantwoordelijk is voor de droge voeten van alle inwoners van Heerhugowaard.

Het poldermuseum toen het nog in gebruik was in zijn oorspronkelijke bestemming als stoomgemaal. De pijp en de werkschuur zijn verdwenen. De rest van het gebouw is nu het museum.

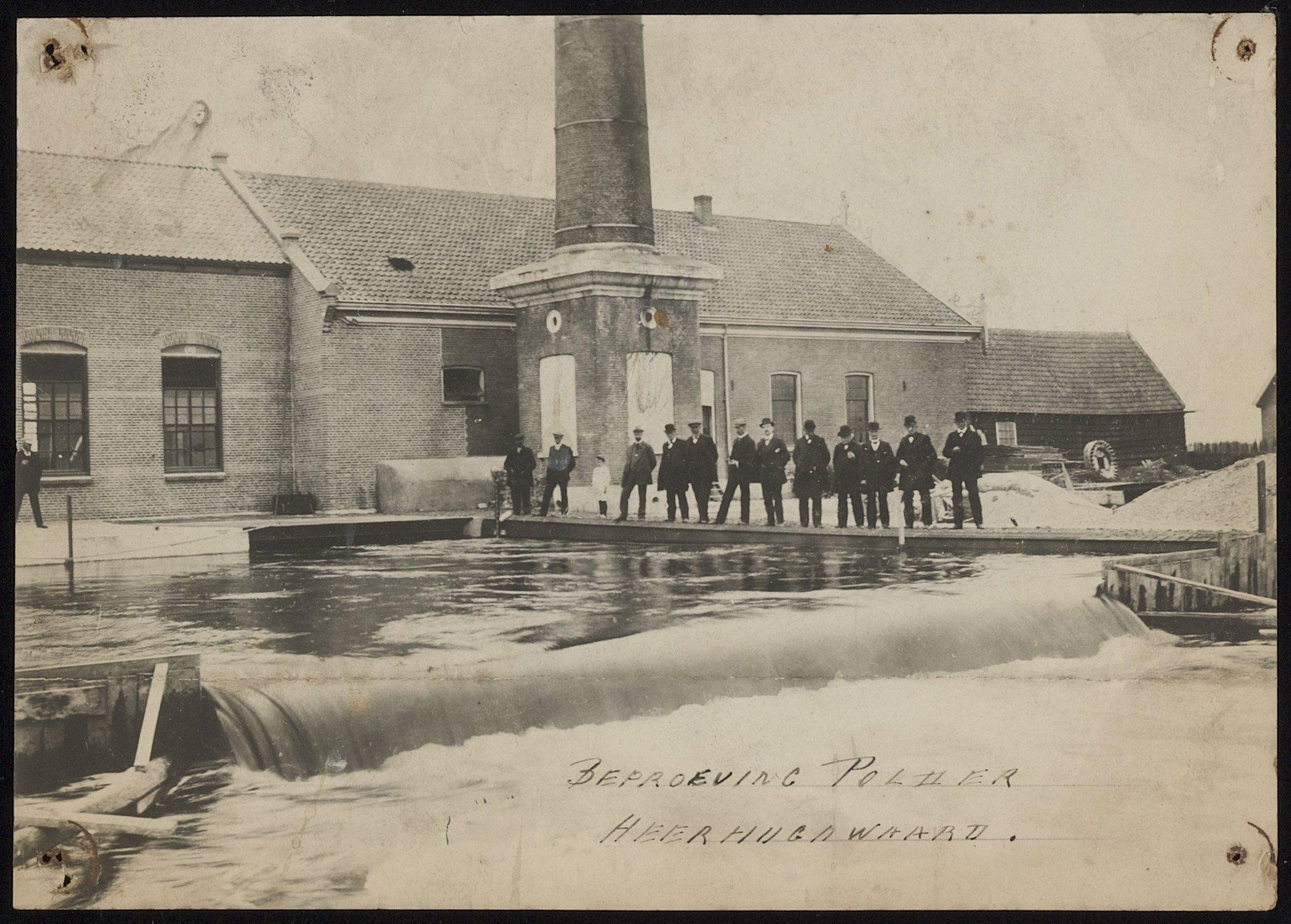
Poldermuseum Heerhugowaard toen nog aangedreven door stoommachines. Dus gedateerd van voor 1935.

 Het Poldermuseum Heerhugowaard, Het Oude Gemaal is een Nederlands historisch en educatief museum in de Noord-Hollandse plaats Heerhugowaard, gevestigd in het voormalige poldergemaal aan de Huygendijk, de zuidelijke ringdijk onderdeel van de Westfriese Omringdijk, waar de polder Heerhugowaard het diepst is (3,90 meter onder NAP). In het noorden is de polder hoger (2,50 meter onder NAP) en al het water stroomt dus af naar het enige uitslaande gemaal.

## Historie gebouw
- In 1877 werd het eerste gedeelte van het gemaal gebouwd, daar waar eerder de poldermolens aan het zuideinde van de Oostertocht stonden. Twee stoommachines, samen goed voor 120 pk en met schroefpompen (vijzels), werden geplaatst.
- Vanaf 1889 werd het gebouw vergroot en in 1907 waren er twee stoommachines van elk 210 pk en twee centrifugaalpompen in bedrijf. Zij deden hetzelfde werk als in 1629 de 47 molens met scheprad.
- In 1935 werden de stoommachines vervangen door twee dieselmotoren.
- In 1941, in oorlogstijd, werden er twee elektromotoren gekoppeld aan dezelfde pompen als de diesels. Afwisselend werden ze gebruikt om per minuut 350 m³ water te verpompen.
- In 1961 werd de vroegere ketelruimte ingericht als vergaderruimte voor het polderbestuur. Het oude polderhuis bij Vroneroord was vervallen om te kunnen blijven gebruiken.
- In 1972 werd een begin gemaakt met de automatisering van het waterbeheer in de polder. Tevens werd een volledig geautomatiseerde krooshekreinigingsinstallatie achter het gemaal aangebracht.
- In 1979 bestond de polder Heerhugowaard 350 jaar en ging deel uitmaken van het Waterschap Grootgeestmerambacht. Dit orgaan is later opgegaan in het Hoogheemraadschap Hollands Noorderkwartier. In datzelfde jaar werd de vergaderzaal van het voormalige polderbestuur als museum in gebruik genomen en de Stichting “Den Huygen Dijck” opgericht, die het Poldermuseum beheert.
- In 1994 werden de bijna honderd jaar oude pompen voorgoed tot stilstand gebracht en nam het nieuwe gemaal, gebouwd schuin achter het oude poldergemaal, hun taak over. De Stichting nam toen op 8 september 1994 het gehele gebouw van het Waterschap over.

## Museumfunctie
Na de overname van het pand kon men het volledige gebouw beginnen te gebruiken als historisch en educatief museum. Het oude gebouw is toen ook geheel gerestaureerd en heringericht, waarbij de pompen en elektromotoren op hun plaats bleven. Het museum toont in het historische gebouw in tekst, beeld en voorwerpen met name de ontstaansgeschiedenis van het voormalige meer de Groote Waert tot de huidige moderne polder Heerhugowaard. 
Op 8 juni 2018 is het gebouw heropend na een grondige verbouwing en heeft het een nieuwe naam "Het Oude Gemaal" gekregen die past bij haar geschiedenis. Tevens beschikt deze voorziening nu over een museumcafe en bootjes verhuur en is de locatie opgenomen in het sloepen netwerk. Dit in het kader van de strategische heroriëntatie van de gemeente Heerhugowaard op dit industrieel erfgoed. 
De Stichting “Den Huygen Dijck” is een Algemeen Nut Beogende Instelling (ANBI) met RSIN/fiscaal nummer: 8038.30.646